# Klaus-Dieter Kirchstein

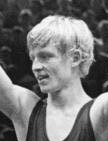
Klaus-Dieter Kirchstein in 1982

Klaus-Dieter Kirchstein (* 14. August 1960) ist ein ehemaliger Amateurboxer aus der DDR und Bronzemedaillengewinner der Weltmeisterschaft 1982.

## Werdegang
National

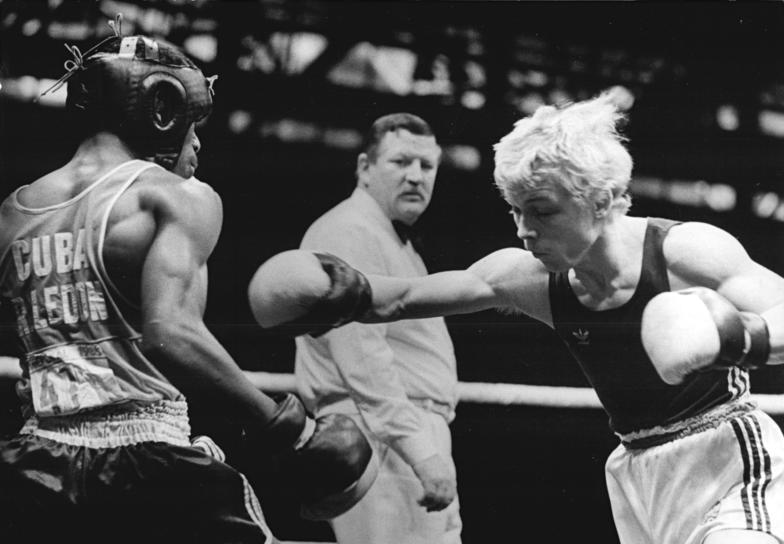
Klaus-Dieter Kirchstein (r.) bei einem Kampf gegen den Kubaner Ramon Ledon (März 1985)

Klaus-Dieter Kirchstein begann mit seinem Zwillingsbruder Andreas als 11-jähriger bei der SG Dynamo Neubrandenburg-Süd mit dem Boxen. 1974 wechselten beide zum SC Dynamo Berlin. Während Andreas 1978 seine Karriere beendete, boxte Klaus-Dieter weiter unter den Trainern Berthold Ott, Walter Schippan und Martin Neef. Für den SC Dynamo Berlin wurde er viermal DDR-Meister im Bantamgewicht und viermal Vizemeister im Fliegen- und Bantamgewicht:
- 1979 Vize-DDR-Meister im Fliegengewicht, Finalniederlage gegen Robert Marx
- 1980 Vize-DDR-Meister im Fliegengewicht, Finalniederlage gegen Wolfgang Prosch
- 1981 Vize-DDR-Meister im Bantamgewicht, Finalniederlage gegen Dirk Schäfer
- 1982 DDR-Meister im Bantamgewicht, Finalsieg gegen Jan Hoffmann
- 1983 DDR-Meister im Bantamgewicht, Finalsieg gegen Andreas Zülow
- 1984 DDR-Meister im Bantamgewicht, Finalsieg gegen Bernd Sackers
- 1985 DDR-Meister im Bantamgewicht, Finalsieg gegen René Breitbarth
- 1986 Vize-DDR-Meister im Bantamgewicht, Finalniederlage gegen René Breitbarth

Weiters gewann er 1982 und 1985 jeweils den Chemiepokal von Halle und ist mehrfacher Sieger des Berliner TSC-Turniers, unter anderem in den Jahren 1982, 1983 und 1985. Zu den besiegten Gegnern zählten Manuel Vilchez aus Venezuela, die Polen Sławomir Zapart, Henryk Średnicki und Tomasz Krupiński, sowie Tibor Botos aus Ungarn.
International
Im November 1979 gewann er im Fliegengewicht die Polizeimeisterschaften in Sofia. Im Mai 1982 nahm er an den 3. Weltmeisterschaften in München teil und gewann eine Bronzemedaille im Bantamgewicht, nachdem er erst im Halbfinale gegen Wiktor Miroschnitschenko aus der Sowjetunion unterlegen war. Zuvor hatte er Rafael Cárdenas aus Kuba, Róbinson Pitalúa aus Kolumbien und Burhan Koç aus der Türkei besiegt.
Eine weitere Bronzemedaille im Bantamgewicht erkämpfte er bei den Europameisterschaften 1983 in Warna, mit Siegen gegen Sławomir Zapart aus Polen und Maurizio Stecca aus Italien. Im Halbfinale war er diesmal am Jugoslawen Sami Buzoli knapp mit 2:3 Richterstimmen gescheitert.
Durch den Teilnahmeboykott zahlreicher sozialistischer Staaten bei den Olympischen Spielen 1984 in den USA blieb Kirchstein eine Olympiateilnahme verwehrt. Stattdessen wurden Alternativ-Olympiaden („Friendships Tournament“) in Kuba abgehalten, bei denen Kirchstein nach einer Halbfinalniederlage gegen den Kubaner Ramon Ledon, eine Bronzemedaille gewann. Ledon besiegte er jedoch später beim Chemiepokal in Halle.
1985 nahm er noch an den Europameisterschaften in Budapest teil, wo er gegen John Davison aus England gewann, im Viertelfinale jedoch gegen Ljubiša Simić aus Jugoslawien verlor und somit den fünften Platz erreichte.
Zudem gewann er unter anderem das Złoty-Żubr-Turnier 1978 in Polen, das 6. Tammer-Turnier 1983 in Finnland und das 17. Grand-Prix-Turnier 1986 in Tschechien. Bei letzterem schlug er im Halbfinale auch den kubanischen Weltmeister von 1989, Enrique Carrión. Bei Länderkämpfen schlug er 1983 zweimal den Amerikaner Robert Shannon und 1985 den Engländer Sean Murphy.

## Auszeichnungen
- 1984 – Vaterländischer Verdienstorden in Bronze[1].